# Lago de Palpuogna
El Lago de Palpuogna (en romanche: Lai da Palpuogna; en alemán: Palpuognasee) es un lago alpino, en el paso de Albula en el municipio de Bergün, que pertenece al cantón de los Grisones, al oeste del país europeo de Suiza. En un programa de televisión suizo de 2007 del canal SF1, el lago fue elegido como el lugar más bello de toda Suiza.
Posee 500 metros de largo, 100 metros de ancho y 25 metros de profundidad. Se encuentra a 1918 metros sobre el nivel del mar. El lecho del lago tiene muchos cráteres que se desprenden de los gases naturales.  En algunos lugares, el lago tiene un doble fondo.